# Vũ Văn bộ

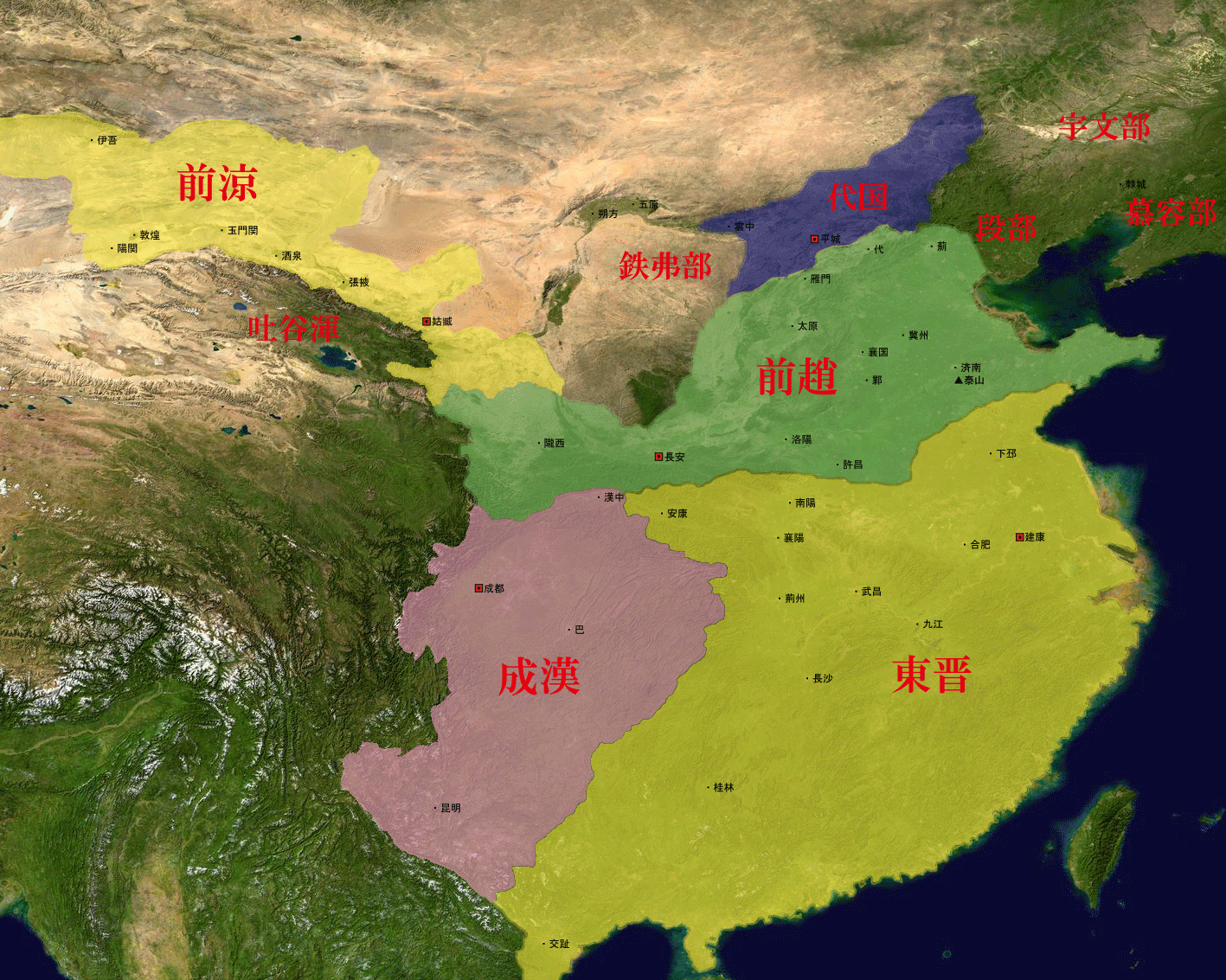
Vị trí của Vũ Văn bộ (宇文部)

Vũ Văn (tiếng Trung: 宇文; bính âm: Yǔwén) là một thị tộc tiền quốc gia của những người Tiên Ti có nguồn gốc Hung Nô vào thời Ngũ Hồ thập lục quốc trong lịch sử Trung Quốc, tồn tại cho đến khi bị vua Mộ Dung Hoảng của Tiền Yên tiêu diệt vào năm 345. Trong số các thị tộc thuộc đông bộ Tiên Ti từ phần trung tâm của tỉnh Liêu Ninh ngày nay về phía đông, Vũ Văn bộ là lớn nhất, và được những người cai trị Trung Hoa trao cho vị trí lãnh đạo đông bộ Tiên Ti. Một hậu duệ của Vũ Văn bộ là Vũ Văn Thái đã lập nên triều đại Bắc Chu vào thế kỷ thứ 6.
Nguyên Hòa tính toản (元和姓纂) quyển 6, có ghi rằng:

(宇文)本遼東南單于之後, 有普回因獵得玉璽, 以為天授. 鮮卑俗呼天子為宇文, 因號宇文氏.

(Vũ Văn) nguyên là các hậu duệ của Nam Thiền vu (của người Hung Nô). Một người trong đó, được gọi là Phổ Hồi, nhận được một miếng ngọc tỉ lúc đi săn. Đây là một dấu hiệu của việc được trời ban cho tước đế. Theo truyền thống Tiên Ti, con trai của trời được gọi là Vũ Văn. Do đó (Phổ Hồi) tự gọi mình là Vũ Văn.

Vũ Văn là các hậu duệ của người Hung Nô du mục, những người Hung Nô này đã bị đồng hóa và trở thành người Tiên Ti sau năm 89 và cai quản cả người Khố Mặc Hề và Khiết Đan (cả hai đều có gốc Hung Nô) trước khi bị Mộ Dung Hoảng tiêu diệt vào năm 344, đến lúc đó người Vũ Văn lại phân tách vào người Khiết Đan và Khố Mặc Hề. Ngôn ngữ Vũ Văn có thể là một thứ tiếng tiếng Đột Quyết hoặc là một nhánh rất xa xôi của nhóm ngôn ngữ Mông Cổ. 
Ngụy thư quyển 103:

匈奴宇文莫槐, 出於遼東塞外, 其先, 南單于之遠屬也, 世為東部大人. 其語與鮮卑頗異. 人皆翦髮而留其頂上, 以為首飾, 長過數寸則截短之. 婦女披長襦及足, 而無裳焉. 秋收
烏頭為毒藥, 以射禽獸.

Vũ Văn Mạc Hòe người Tiên Ty đến từ Liêu Đông, vùng đất ngoài biên giới phía bắc. Tổ tiên của ông ta là một họ hàng xa với Nam Thiền vu Hung Nô. (Vũ Văn) từ nhiều thế hệ đã là đông bộ đại nhân (của người Tiên Ti). Ngôn ngữ (Vũ Văn) có khác biệt lớn so với ngôn ngữ Tiên Ti. Người (Vũ Văn) đều cạo tóc, song tóc trên đỉnh đầu được để lại như một thứ trang trí. Khi tóc dài quá vài thốn, nó sẽ bị cắt ngắn. Phụ nữ mặc áo choàng dài, che từ vai đến chân, song (họ) không mặc váy. Khi mùa thu đến, họ thường thu lượm Ô đầu làm độc dược, và sử dụng nó để săn bắn chim và thú vật.

## Quân chủ Vũ Văn bộ
| Danh tính                                                              | Thời gian tại vị |
| ---------------------------------------------------------------------- | ---------------- |
| Vũ Văn Phổ Hồi (宇文普回)                                              | ？               |
| Vũ Văn Mạc Na (宇文莫那)                                               | ？               |
| sau nhiều thế hệ                                                       |                  |
| Vũ Văn Mạc Hòe (宇文莫槐)                                              | ？—293           |
| Vũ Văn Phổ Bát (宇文普拨)                                              | 293—？           |
| Vũ Văn Khâu Bất Cần (宇文丘不勤)                                       | ？               |
| Vũ Văn Mạc Khuê (宇文莫珪 hoặc 宇文莫圭) hay Vũ Văn Mạc Hội (宇文莫廆) | ？               |
| Vũ Văn Tốn Nật Diên (宇文逊昵延) hay Vũ Văn Tất Độc Quan (宇文悉獨官)  | ？               |
| Vũ Văn Khất Đắc Quy (宇文乞得龟)                                       | ？—333           |
| Vũ Văn Dật Đậu Quy (宇文逸豆归) hay Vũ Văn Hầu Đậu Quy (宇文侯豆歸)    | 333—344 hoặc 345 |